# اوموری (بازی ویدئویی)
اوموری (انگلیسی: Omori) یک بازی ویدئویی نقش‌آفرینی است که در سال ۲۰۲۰ توسط استودیوی مستقل اوموکت ساخته و منتشر شد. بازیکن، کنترل یک پسر نوجوان هیکی‌کوموری ساکت به نام سانی و اوموری، همزاد دنیای رؤیایی او را بر عهده دارد. بازیکن، هم دنیای واقعی و هم دنیای رؤیایی سوررئال سانی را در نقش اوموری کاوش می‌کند، و در این حین بر ترس‌ها و خاطرات واپس‌رانده‌شدهٔ خود چیره می‌شود یا آنها را سرکوب می‌کند. نحوهٔ تعامل سانی و اوموری به انتخاب‌های بازیکن بستگی دارد. این انتخاب‌ها در نهایت منجر به پایان‌های متفاوتی می‌شوند. سیستم نبرد نوبتی بازی، شامل افکت‌های وضعیت بر اساس احساسات شخصیت‌ها است. این بازی با به تصویر کشیدن مفاهیمی مانند اضطراب، افسردگی، ضربهٔ روانی، خودآسیبی و خودکشی، دارای عناصر قوی وحشت روان‌شناختی است.

## واژه‌نامه
1. ↑  Omocat
2. ↑  Sunny